# Batman: The Killing Joke
Batman: The Killing Joke is een Amerikaanse animatiefilm uit 2016 die werd uitgebracht op 25 juli 2016 als een direct-naar-video film. De film is geregisseerd door Sam Liu en geschreven door Brian Azzarello. De film is gebaseerd op de comic Batman: The Killing Joke uit 1988 van Brian Bolland en Alan Moore. De stemmen in de film werden ingesproken door Kevin Conroy, Mark Hamill, Tara Strong en Ray Wise.

## Verhaal
Terwijl Batman gaat op jacht naar de ontsnapte Joker, valt de Clown Prince of Crime de familie Gordon aan om zijn eigen ondergang in gekheid te bewijzen.

## Rolverdeling
| Acteur / actrice   | Personage                |
| ------------------ | ------------------------ |
| Kevin Conroy       | Bruce Wayne / Batman     |
| Mark Hamill        | Joker                    |
| Tara Strong        | Barbara Gordon / Batgirl |
| Ray Wise           | James Gordon             |
| John DiMaggio      | Francesco                |
| Robin Atkin Downes | Detective Harvey Bullock |
| Brian George       | Alfred Pennyworth        |
| JP Karliak         | Reese                    |
| Andrew Kishino     | Murray                   |
| Nolan North        | Mitch                    |
| Maury Sterling     | Paris                    |
| Fred Tatasciore    | Carny Owner              |
| Bruce Timm         | Patrolman                |
| Anna Vocino        | Jeannie                  |
| Kari Wahlgren      | Call Girl                |
| Rick D. Wasserman  | Salvatore Maroni         |